# Acrojana
Acrojana é um gênero de mariposa pertencente à família Bombycidae.